# Mendidius
Mendidius är ett släkte av skalbaggar. Mendidius ingår i familjen Aphodiidae.

## Dottertaxa tillMendidius, i alfabetisk ordning[1]
- Mendidius aculeatus
- Mendidius assectator
- Mendidius atricolor
- Mendidius baigakumi
- Mendidius beluchistanicus
- Mendidius berbericus
- Mendidius bidens
- Mendidius bispinifrons
- Mendidius bivittatus
- Mendidius calliger
- Mendidius curtulus
- Mendidius diffidens
- Mendidius endroedii
- Mendidius fimbriolatus
- Mendidius gobiensis
- Mendidius granulifrons
- Mendidius heikertingeri
- Mendidius johni
- Mendidius kobakovi
- Mendidius kulikulanus
- Mendidius laevicollis
- Mendidius mamajevi
- Mendidius margianus
- Mendidius multiplex
- Mendidius nelsinae
- Mendidius ogloblini
- Mendidius olexai
- Mendidius osiris
- Mendidius palmetincola
- Mendidius pseudatricolor
- Mendidius pseudobidens
- Mendidius reichardti
- Mendidius repetekensis
- Mendidius rutilinus
- Mendidius samarcandicus
- Mendidius sijazovi
- Mendidius willbergi
- Mendidius xerxes
- Mendidius zhantievi